# لوكساهاتشي غروفز
لوكساهاتشي غروفز (بالإنجليزية: Loxahatchee Groves)‏ هي مدينة أمريكية تقع في ولاية فلوريدا. ويبلغ عدد سكانها approx. 3000 نسمة حسب إحصاء سنة 2010 م approx. 3000.